# Anthidium incertum
Anthidium incertum är en biart som beskrevs av Morawitz 1895. Anthidium incertum ingår i släktet ullbin, och familjen buksamlarbin. Inga underarter finns listade i Catalogue of Life.